# Јанко Сенкијевић
Јанко Сенкијевић је био лекар а уједно и један од најзнаменитијих Пироћанаца који је родом из Пољске .

## Биографија
Рођен је 1848. године у месту Черњави на простору данашње Пољске од оца Нивросија и мајке Розалије. Био је осмо дете својих родитеља. Верује се да је своје основно и средње образовање стекао у родном месту док је студије медицине завршио у Бечу 1875. године.
Пријавио се да буде добровољац у српско-турским ратовима као припадник јагодинске окружне војске. После две године службовања, Јанко је писао Народној Скупштини да му се ове године броје као године редовног службовања међутим та молба је одбијена уз образложење да он није држављанин Србије те нема право на тако нешто.

### Служба у Србији
Први посао као редовни лекар је добио у Нишу 1878. године у Војној болници која је тада имала 5 одељења. Постављен је за шефа четвртог одељења и радио је на том радном месту до 1879. године.
Указом Милана Обреновића, премештен је да ради у Пироту од јула 1879. године. Именован је за окружног физикуса пиротског округа. У тадашњем Пироту нису постојали добри услови за рад једног лекара - није било стручног медицинског особља а надрилекарство је владало у варошици. Убрзо Сенкијевић добија колегу, познатог лекара Чеха - Јована Валенту.
Пироћанци га се сећају као несебичног лекара који је предан свом послу. "Стар је 32 године, неожењен. Ради у својству окружног физикуса са годишњом платом од 2173 динара. Нема никаквог додатка, стан плаћа сам. Врло је способан, говори српски, немачки, пољски и руски језик. Тачан је, ревностан, на позив болесника долази радо и брзо. Врло је пријатан и уљудан човек. Према необичној несебичности при вршењу службе, по којој се овај лекар може назвати снобџијом и према указаној ревности и издржљивостии у оба наша рата са Турцима, праведно заслужује да се што пре унапреди". 
Како су услови у којима је Јанко радио бивали све гори и гори, залагао се за отварање болнице у Пироту. То се десило 1881. године када је отворена Окружна болница. 1882. године Валента постаје физикус болнице док Сенкијевић постаје управник болнице и општински лекар .
Трагедија која је задесила Пирот - Српско-бугарски рат, је натерала Јанка да се посвети хуманитарном раду и Црвеном крсту. Даривао је многе књиге ђацима основним школама као и Фонду сиромашних ђака.
Сенкијевић је касније, 1890. године био ангажован као привремени војни лекар у Привременој војној болници те је унапређен у чин резервног санитетског мајора. Исте године је изабран и за народног посланика пиротског округа на листи Либералне странке. Олакшање у раду је наступило када је почетком деведесетих година деветнаестог века институција општинског лекара поново профункционисала.
Сенкијевић је последњу деценију живота и рада провео као школски лекар у Гимназији Пирот од октобра 1898. године. После његовог доласка, убрзо је уведен обавезни лекарски преглед ученика као и предавања о њиховом здрављу и хигијени. За допринос војног санитета, Сенкијевић је стекао чин резервног санитетског потпуковника.
Пензионисао се 1903. године.

### Приватни живот
Сенкијевић је званично добио српско држављанство 1889. године после писања молбе Министарству 1887. године. Ступио је у православну веру 1890. године крштењем у цркви рођења Христовог у Пироту. Оженио се учитељицом Зорком Ј. Радосављевић. Из тог брака се родила ћерка Касија, 1891. године која умире од запаљења 4 месеца касније.
Хоби овог лекара је био лов и препарирање ретких птица. Ловио је често на Крупачком језеру. Велику захвалност на слању ретких врста птица, је дао Музеј српске земље. Умро је 22. јуна 1904. године због проблема са срцем. Сахрањен је на тијабарском гробљу у Пироту.